# Marie Élisabeth de Holstein-Gottorp
La duchesse Marie Élisabeth de Schleswig-Holstein-Gottorp (21 mars 1678 – 17 juillet 1755) est princesse-abbesse de Quedlinbourg, de 1718 jusqu'à sa mort. 

## Biographie
La duchesse Marie Élisabeth, née à Hambourg, est la plus jeune enfant de Christian Albert, duc de Holstein-Gottorp, et de son épouse, Frédérique-Amélie de Danemark. Elle est envisagée comme épouse de Charles XII de Suède, mais il refuse.   
En 1718, elle est élue princesse-abbesse de Quedlinbourg. Cependant, les rois de Prusse, ayant obtenu la tutelle de l'abbaye en 1698, ils tentent d'imposer leur autorité sur ce petit État du Saint-Empire romain germanique, en tentant d'influencer l'élection de la nouvelle princesse-abbesse en faveur de leur propre famille. Marie Élisabeth est élue à plusieurs reprises au cours de l'interrègne, tandis que l'abbaye est gouvernée par le prévôt Marie-Aurore de Kœnigsmark, mais le roi Frédéric-Guillaume Ier de Prusse refuse de consentir à chaque élection et Empereur romain germanique Charles VI refuse par conséquent de confirmer les élections. L'élection, cependant, est finalement allée de l'avant, mais le choix d'une duchesse de Schleswig-Holstein-Gottorp plutôt que d'une princesse de Prusse cause tout un émoi. En raison de ses différends territoriaux avec le roi de Prusse, Marie Élisabeth se tourne vers l'empereur du Saint-Empire romain, mais sans succès.  
La princesse-abbesse Marie Élisabeth restaure le château, l'abbaye et l'église de l'abbaye de Saint-Servais, où elle est enterrée à sa mort à Quedlinbourg. Après sa mort, Anne-Amélie de Prusse, une princesse de Prusse, est finalement élue.